# Moria land
Moria land är en dystopisk roman av Sven Delblanc, utgiven 1987 av Albert Bonniers Förlag.
Romanen utspelar sig i ett framtida Sverige, som är ockuperat av främmande makt. Det sägs aldrig uttryckligen i romanen, men stjärnan som ersatt Tre kronor ovanpå Stockholms stadshus, liksom flertalet andra hänvisningar till socialismen, gör det tämligen klart att det är Sovjetunionen som är ockupationsmakten. Berättarjaget är en åldrande tjänsteman på ett statligt verk, inrymt i före detta Nationalmuseum på Blasieholmen. Romanen är skriven i form av brev till berättarens frånvarande son, som möjligen är medlem av en rebellrörelse i Norrland och som han inte träffat på många år. I breven berättar han om sitt vardagsliv i det ockuperade Stockholm och om sina planer på någon form av politiskt mord, blandat med minnen från livet före ockupationen och osande vidräkningar med den svenska fredsrörelsen, som han menar har förrått landet i fredens namn.
Romanens titel syftar på Moria land, där Abraham skulle offra sin son Isak till Gud.